# إتش جيفرسون باول
إتش جيفرسون باول (بالإنجليزية: H. Jefferson Powell)‏ هو أكاديمي أمريكي، ولد في 25 أبريل 1954 في كارولاينا الشمالية في الولايات المتحدة.